# Grand Prix Miguel Indurain 2023
La 74e édition du Grand Prix Miguel Indurain, une course cycliste masculine a lieu en Espagne le 1er avril 2023. La course, disputée sur 203 kilomètres autour d'Estella-Lizarra en Navarre, fait partie du calendrier UCI ProSeries 2023 (deuxième niveau mondial) en catégorie 1.Pro. 

## Présentation

### Parcours
La course se compose de quatre boucles différentes qui partent et reviennent à Estella-Lizarra. L'arrivée est jugée sur le Paseo de la Inmaculada de Estella-Lizarra à environ 1 500 m après le sommet de l'Alto (ou Mur) d’Ibarra (600 mètres à 10 %) qui est franchi à quatre reprises.

### Équipes participantes
| WorldTeams (10)- AG2R Citroën Team - Astana Qazaqstan Team - Bora-Hansgrohe - Cofidis - EF Education-EasyPost - Movistar Team - Arkéa-Samsic - Team Jayco AlUla - Trek-Segafredo - UAE Team Emirates ProTeams (10)- Burgos-BH - Caja Rural-Seguros RGA - Eolo-Kometa - Equipo Kern Pharma - Euskaltel-Euskadi - Human Powered Health - Israel-Premier Tech - Lotto Dstny - Team Novo Nordisk - TotalEnergies Équipe continentale- Electro Hiper Europa |
| |

### Favoris
Les principaux favoris sont Sergio Higuita (Bora-Hansgrohe), Mattias Skjelmose (Trek-Segafredo), Diego Ulissi, Davide Formolo et Marc Soler (UAE Team Emirates), Ruben Guerreiro et Alex Aranburu (Movistar), Esteban Chaves et Richard Carapaz (EF Education EasyPost) ainsi que Clément Champoussin (Arkéa-Samsic).

## Classements

### Classement final
| \| Classement général \| Classement général \| Classement général \| Classement général \| Classement général \| \| Coureur \| Coureur \| Pays \| Équipe \| Temps \| \| ------------------ \| ------------------- \| ------------------ \| ---------------------- \| ------------------ \| \| 1er \| Ion Izagirre \| Espagne \| Cofidis \| 5 h 09 min 05 s \| \| 2e \| Sergio Higuita \| Colombie \| Bora-Hansgrohe \| + 2 s \| \| 3e \| Mattias Skjelmose \| Danemark \| Trek-Segafredo \| + 13 s \| \| 4e \| Andreas Kron \| Danemark \| Lotto Dstny \| + 20 s \| \| 5e \| Roger Adrià \| Espagne \| Equipo Kern Pharma \| + 20 s \| \| 6e \| Alex Aranburu \| Espagne \| Movistar Team \| + 23 s \| \| 7e \| Corbin Strong \| Nouvelle-Zélande \| Israel-Premier Tech \| + 25 s \| \| 8e \| Élie Gesbert \| France \| Arkéa-Samsic \| + 25 s \| \| 9e \| Felix Gall \| Autriche \| AG2R Citroën Team \| + 32 s \| \| 10e \| Christian Scaroni \| Italie \| Astana Qazaqstan Team \| + 32 s \| \| 11e \| Richard Carapaz \| Équateur \| EF Education-EasyPost \| + 32 s \| \| 12e \| Esteban Chaves \| Colombie \| EF Education-EasyPost \| + 32 s \| \| 13e \| Ruben Guerreiro \| Portugal \| Movistar Team \| + 36 s \| \| 14e \| Diego Ulissi \| Italie \| UAE Team Emirates \| + 37 s \| \| 15e \| Jefferson Cepeda \| Équateur \| Caja Rural-Seguros RGA \| + 37 s \| \| 16e \| Clément Champoussin \| France \| Arkéa-Samsic \| + 37 s \| \| 17e \| José Manuel Díaz \| Espagne \| Burgos-BH \| + 37 s \| \| 18e \| Steff Cras \| Belgique \| TotalEnergies \| + 37 s \| \| 20e \| Marc Soler \| Espagne \| UAE Team Emirates \| + 48 s \| |                     |                  |                        |                 |
| |                     |                  |                        |                 |
| Source : ProCyclingStats |                     |                  |                        |                 |
| Classement général |                     |                  |                        |                 |
| Coureur | Coureur             | Pays             | Équipe                 | Temps           |
| 1er | Ion Izagirre        | Espagne          | Cofidis                | 5 h 09 min 05 s |
| 2e | Sergio Higuita      | Colombie         | Bora-Hansgrohe         | + 2 s           |
| 3e | Mattias Skjelmose   | Danemark         | Trek-Segafredo         | + 13 s          |
| 4e | Andreas Kron        | Danemark         | Lotto Dstny            | + 20 s          |
| 5e | Roger Adrià         | Espagne          | Equipo Kern Pharma     | + 20 s          |
| 6e | Alex Aranburu       | Espagne          | Movistar Team          | + 23 s          |
| 7e | Corbin Strong       | Nouvelle-Zélande | Israel-Premier Tech    | + 25 s          |
| 8e | Élie Gesbert        | France           | Arkéa-Samsic           | + 25 s          |
| 9e | Felix Gall          | Autriche         | AG2R Citroën Team      | + 32 s          |
| 10e | Christian Scaroni   | Italie           | Astana Qazaqstan Team  | + 32 s          |
| 11e | Richard Carapaz     | Équateur         | EF Education-EasyPost  | + 32 s          |
| 12e | Esteban Chaves      | Colombie         | EF Education-EasyPost  | + 32 s          |
| 13e | Ruben Guerreiro     | Portugal         | Movistar Team          | + 36 s          |
| 14e | Diego Ulissi        | Italie           | UAE Team Emirates      | + 37 s          |
| 15e | Jefferson Cepeda    | Équateur         | Caja Rural-Seguros RGA | + 37 s          |
| 16e | Clément Champoussin | France           | Arkéa-Samsic           | + 37 s          |
| 17e | José Manuel Díaz    | Espagne          | Burgos-BH              | + 37 s          |
| 18e | Steff Cras          | Belgique         | TotalEnergies          | + 37 s          |
| 20e | Marc Soler          | Espagne          | UAE Team Emirates      | + 48 s          |

### Classements UCI
La course attribue des points au Classement mondial UCI 2023 selon le barème suivant.
| Position           | 1er | 2e  | 3e  | 4e  | 5e | 6e | 7e | 8e | 9e | 10e | 11e | 12e | 13e | 14e | 15e | 16e à 30e | 31e à 40e |
| Classement général | 200 | 150 | 125 | 100 | 85 | 70 | 60 | 50 | 40 | 35  | 30  | 25  | 20  | 15  | 10  | 5         | 3         |